# Flow (graffiteur)
Pour les articles homonymes, voir Flow.
 (décembre 2016).
Si vous disposez d'ouvrages ou d'articles de référence ou si vous connaissez des sites web de qualité traitant du thème abordé ici, merci de compléter l'article en donnant les références utiles à sa vérifiabilité et en les liant à la section « Notes et références ».
Flow est un pionnier du mouvement du graffiti montréalais.
Né dans la première moitié des années 1970, Flow débutant sous le nom d'artiste de Checker T en 1988. Il fera sa marque (au propre comme au figuré) sous le pseudonyme de Flow à partir 1993.
Membre et fondateur du groupe de graffiteur S.A.T (pour Smashing All Toys) Flow aurait, selon les autorités de la ville, commencé à peindre des graffitis illégaux au début des années 1990. Son graffiti fait sur une  haute poutrelle du pont Jacques-Cartier lui a valu une couverture médiatique qui a gonflé sa réputation dans le milieu des artistes de la bombe aérosol
Il a participé à la construction et à l'éclatement du mouvement des graffiteurs par la visibilité et la qualité de ses graffitis.
Flow travaille aujourd'hui dans le commerce familial, tout en étant toujours actif, dans une mesure moindre, dans le monde du graffiti légal (notamment via la compagnie Urban X-pression) et illégal.

## Réalisations
En mars 1999, Flow et deux photographes présentent une exposition photographique sur le graffiti montréalais à l'Université McGill
En 1995 il crée avec l'artiste graffiteur Seaz le festival Under Pressure. Au début orienté presque exclusivement vers le graffiti, l'événement s'est développé pour englober différents éléments fondamentaux du hip-hop underground. Cet événement aura lieu chaque été dans la ville de Montréal. Ce festival urbain connaîtra des tournées pancanadiennes.